# Срб, Адольф
Адольф Срб (27 сентября 1850, Рокицани — 14 апреля 1933, Прага) — австро-венгерский чешский журналист и публицист, сторонник партии старочехов.

## Биография
С 1871 года работал в немецкоязычной пражской газете «Politik», которая стала для него школой журналистики. В 1876 году был на четыре месяца посажен в тюрьму из-за своей статьи, в которой якобы оклеветал сотрудника министерства торговли по поводу участия в растрате казённых денег. С 1876 по 1879 год работал в редакции издания «Plzeňský list», но затем вновь вернулся в штат «Politik» и продолжил работать там и после того, как газета в 1909 году была переименована в «Union». С 1903 года регулярно писал политические статьи для журнала «Osvěta».
Активно выступал в защиту чешских национальных меньшинств в различных регионах Австро-Венгрии, в 80-х годах XIX века был одним из основателей Центрального школьного общества, Национальной Шумавской ассоциации и Северобогемского национального общества. По воспоминаниям современников, был последовательным противником младочехов, но всё же терпимым к чужим взглядам; как журналист прославился остроумием и сатирой, но при этом не переходил границ приличия. Во время Первой мировой войны некоторое время редактировал издание «Vlčkovu Osvětu», но был вынужден оставить эту работу из-за проблем со зрением. В конце войны уехал с дочерью в родной город и прожил там до конца жизни. В независимой Чехословакии никакой политической или журналистской деятельности не вёл, однако не был забыт, пользовался уважением, и после его смерти на доме, где он жил, была установлена мемориальная доска.
Помимо многочисленных статей им были написаны несколько политических памфлетов, комментарии к законам. Некоторые работы: «Spisovatel J. V. Sedláček» (1879), «Snĕm český» (1883), «Boj za naše právo národní» (1888), «Král. svobodné mĕsto Rokycany» (1896), «Politické dĕjiny národa českého od r. 1861» (1899 и 1901, главный труд), «Conklave» (1903).